# Dor Bahadur Bista
Pour les articles homonymes, voir Bista.
Dor Bahadur Bista - en népalais : डोरबहादुर विष्ट (Ḍōrabahādura viṣṭa)- né à Jaruwarasi, Lalitpur, au Népal en 1928, est un diplomate et anthropologue népalais.

## Biographie
En 1952, il obtient une licence ès lettres à Katmandou. De 1960 à 1962, il poursuit des études d'anthropologie sociale à la School of Oriental and African Studies de l'université de Londres, puis en 1968 à l'université du Wisconsin, à Madison.
Il est consul général royal népalais à Lhassa, région autonome du Tibet, de 1972 à 1975. Il y est envoyé par Birendra Bir Bikram Shah Dev, le roi du Népal, avec pour instructions de revivifier les relations politiques et commerciales, alors très faibles. 
En 1977, il est professeur d'anthropologie à l'université de Tribhuvan, à Katmandou, et de 1977-1978, professeur invité (visiting professor) à l'Université Columbia, à New York.
En 1995, il disparaît après avoir été vu pour la dernière fois  alors qu'il voyage dans l'ouest du Népal dans un bus allant de Nepalganj à Dhangadhi ou à Chisapani, Bheri (en)

### Livres
- (en) People of Nepal, an ethnographic survey, Éditeur Ratna Pustak Bhandar, 1967
- (en) Report from Lhasa, Éditeur Sajha Prakashan, 1979, 168 p.

- (en) Fatalism and Development: Nepal's Struggle for Modernization (en), Éditeur Orient Blackswan, 1991,  (ISBN 8125001883 et 9788125001881)

### Articles
- (en) The political innovators of Upper Kali Gandaki, Man, 6, p. 52-60.
- (en) Nepalese in Tibet - In Himalayan Anthropology: The Indo Tibetan Interface, James F. Fisher, ed., The Hague, Paris: Mouton, 1978, p. 187‐204.
- (en) Nepalese in Tibet, Contributions to Nepalese Studies, 1980, VIII (1), p. 1‐19.